# کیوچویتسه دولنه
کیوچویتسه دولنه (به لهستانی:  Kiełczewice Dolne) یک روستا در لهستان است که در گمینا ستژژویتسه واقع شده‌است.